# Mirze Edis
Mirze Edis (geb. 1. Januar 1972 in Kars, Türkei) ist ein deutsch-türkischer Stahlarbeiter, Betriebsrat der Hüttenwerke Krupp Mannesmann in Duisburg und Politiker der Partei Die Linke. Bei der Bundestagswahl vom Februar 2025 wurde er in den Deutschen Bundestag gewählt.

## Biographie
Mirze Edis ist in Kars in der Osttürkei geboren und emigrierte als dreijähriger mit seiner Familie nach Deutschland, wo sein Vater als Gastarbeiter in einem Hüttenwerk Arbeit bekam. Edis wuchs in Hochfeld auf. Mirze Edis machte später eine Ausbildung bei den Hüttenwerken Krupp Mannesmann, wo er Betriebsrat wurde. Als Betriebsrat setzte er sich für Chancengleichheit der Beschäftigten ein, wofür er 2013 mit dem Betriebsrätepreis ausgezeichnet wurde. Als es im Nachgang der Covid-19-Pandemie dem Stahlwerk in Duisburg wirtschaftlich nicht gut ging, plädierte er für eine staatliche Beteiligung am Unternehmen.

### Politische Laufbahn
Mirze Edis trat 2010 der Partei die Linke bei, damals als Reaktion auf die Agenda 2010. Ab 2013 strebte er den Einzug in den Deutschen Bundestag an. Bei der Bundestagswahl 2021 trat er als Direktkandidat im Bundestagswahlkreis Duisburg I an, erreichte dort 4,7 Prozent der Erststimmen und verpasste den Einzug ins Parlament.
Bei der Bundestagswahl 2025 trat Edis erneut im Wahlkreis Duisburg I an und wurde von seinem Landesverband auf Platz 6 der Landesliste nominiert. In seinem Wahlkreis erreichte er 8,6 Prozent der Erststimmen und konnte über die nordrhein-westfälische Landesliste seiner Partei erstmals in den Deutschen Bundestag einziehen. Er ist Mitglied im Ausschuss für Wirtschaft und Energie, stellvertretendes Mitglied im Ausschuss für die Angelegenheiten der Europäischen Union und im Ausschuss für wirtschaftliche Zusammenarbeit und Entwicklung sowie Schriftführer des Bundestages. Für seine Fraktion ist er Sprecher für Industriepolitik.